# Ногін Віктор Павлович
Віктор Павлович Ногін (14 лютого 1878, місто Москва, тепер Російська Федерація — 22 травня 1924, місто Москва) — радянський політичний, державний і партійний діяч, народний комісар торгівлі і промисловості Російської РФСР. Член ЦК РСДРП з червня 1907 по січень 1912 року. Член Російського бюро ЦК РСДРП(б) з 1915 по квітень 1917 року. Член ЦК РСДРП(б) з травня по листопад 1917 року. Кандидат у члени ЦК РКП(б) з квітня 1920 по березень 1921 року. Член і голова Центральної ревізійної комісії РКП(б) з 16 березня 1921 по 22 травня 1924 року.

## Життєпис
Народився в родині прикажчика. У 1892 році закінчив чотирикласне училище в місті Калязіні Тверської губернії.
З 1893 року працював робітником на Богородсько-Глухівській текстильній мануфактурі в місті Богородську Московської губернії.
У 1896 році переїхав до Санкт-Петербурга, де влаштувався підмайстром до фарбувальної фабрики К. Паля (за Невською заставою). Невдовзі почав відвідувати марксистські гуртки. У 1897 році був одним із керівників страйків на фабриці Паля.
У 1898 році вступив до Санкт-Петербурзької соціал-демократичної групи «Робітничий прапор». Член РСДРП з 1898 року.
У другій половині жовтня 1898 року став приймачем заводу Семянникова в Санкт-Петербурзі. 16 грудня 1898 року був вперше заарештований за звинуваченням в організації страйків та участі у відкритій сутичці страйкарів із поліцією. Протягом року, до 14 грудня 1899 року, Ногін перебував у Санкт-Петербурзькому будинку попереднього ув'язнення на Шпалерній вулиці.
Після звільнення з в'язниці Ногіна було відправлено на заслання під гласний нагляд поліції до Полтави. У Полтаві Ногін організував серед місцевих робітників три марксистські групи: залізничників, робітниць тютюнової фабрики та ремісників. Також у Полтаві він вступив до організованої Юлієм Мартовим групи сприяння газеті «Іскра».
У серпні 1900 року самовільно втік із Полтави, прибув до Лондона, де приєднався до ленінської групи. Спочатку листувався з Володимиром Ульяновим (Леніним), який тоді жив у Швейцарії, а потім зустрічався з ним у Мюнхені, де знаходилася редакція «Іскри» і друкувалася газета. 1901 року Віктор Ногін та інший лондонський емігрант Сергій Андропов одними з перших стали агентами «Іскри». Царська агентура, однак, стежила за їхньою діяльністю. У 1901 році Ногін нелегально повернувся до Росії, спершу до Москви, а 2 вересня 1901 року — до Санкт-Петербургу. Того ж дня ввечері на вулиці Петербурзької сторони був заарештований поліцією. З 30 серпня 1902 року до 13 квітня 1903 року відбував заслання  в селі Назарово (центр Назаровської волості Ачинського повіту Єнисейської губернії).
Весною 1903 року Ногін став агентом Організаційного комітету зі скликання II з'їзду РСДРП. З'їзд відбувся влітку у Брюсселі. Ногін приєднався до більшовиків. У 1906-1907 роках багато працював зі створення профспілок у Баку та Москві, був обраний головою Центрального бюро московських профспілок. Весною 1907 року був делегатом V з'їзду РСДРП у Лондоні від московської організації. На цьому з'їзді був обраний членом ЦК РСДРП. Був 8 разів заарештований, зробив 6 втеч, 6 років провів у в'язницях.
У липні 1912—1914 роках перебував на засланні у Верхоянську Якутської області. Там Віктор Ногін написав книгу спогадів «У країні полярного холоду» (вийшла в 1919 під назвою «На полюсі холоду»).
З початком Першої світової війни вів революційну пропаганду в Саратові, а з 1916 року — в Московській губернії, був членом Московського обласного бюро ЦК РСДРП(б). Служив у Земгорі.
З березня по 17(30) вересня 1917 року — заступник голови виконавчого комітету Московської міської ради робітничих депутатів. У квітні 1917 року на конференції РСДРП(б) (24-29 квітня 1917) разом із Каменєвим та Риковим виступив проти «квітневих тез» Леніна. У серпні 1917 року увійшов до Тимчасового комітету боротьби з контрреволюцією «для організації відсічі корнілівським змовникам».
Із 17(30) вересня по 14(27) листопада 1917 року — голова виконавчого комітету Московської міської ради робітничих депутатів. З листопада 1917 року — член Московського військово-революційного комітету.
27 жовтня (9 листопада) 1917 — 4(17) листопада 1917 року — народний комісар торгівлі і промисловості Російської Радянської Республіки.
Із 17(30) листопада 1917 по 1918 рік — комісар праці Московської губернії.
У 1918—1921 роках — заступник народного комісара праці РРФСР. У 1918—1921 роках — член президії Вищої ради народного господарства (ВРНГ) РРФСР.
У 1921 році — голова Всеросійської спілки працівників кооперації.
З 1921 по 22 травня 1924 року — член Міжнародного бюро Червоного Інтернаціоналу профспілок.
З 1922 по 22 травня 1924 року — голова правління Всеросійського текстильного синдикату.
Помер 22 травня 1924 року від шлункової кровотечі після перенесеної операції. Похований на Красній площі в Москві у братській могилі.
26 січня 1930 року ВЦВК СРСР видав постанову, де вказував «… перейменувати місто Богородськ і станцію Богородськ Московсько-Нижньогородської залізниці в місто та станцію Ногінськ, а Богородський повіт у Ногінський».